# ریسینگ پوینت آرپی۱۹
ریسینگ پوینت آرپی۱۹ (انگلیسی: Racing Point RP19) یک خودروی مسابقه‌ای فرمول یک است که جهت شرکت در مسابقات فرمول یک قهرمانی جهان فصل ۲۰۱۹ توسط تیم فرمول یک ریسینگ پوینت طراحی شده و توسعه یافته‌است. پس از خریداری منابع تیم فرمول یک فورس ایندیا بوسیلهٔ ریسینگ پوینت در اوت ۲۰۱۸، این خودرو اولین خودرویی است که توسط این تیم ساخته می‌شود. خودروی آرپی۱۹، که اولین حضور خود در رقابت‌ها را در گراند پری ۲۰۱۹ استرالیا تجربه کرد، در فصل ۲۰۱۹ توسط سرجیو پرز و لانس استرول رانده می‌شود.

## نتایج کامل در فرمول یک
(کلید) (نتایجی که به‌صورت پررنگ نوشته شده‌اند نشانگر پول پوزیشن، و نتایجی که به‌صورت ایتالیک نوشته شده‌اند نشانگر سریع‌ترین دور هستند)
| سال  | شرکت‌کننده                           | موتور                           | تایر | رانندگان | گراند پری | گراند پری | گراند پری | گراند پری | گراند پری | گراند پری | گراند پری | گراند پری | گراند پری | گراند پری | گراند پری | گراند پری | گراند پری | گراند پری | گراند پری | گراند پری | گراند پری | گراند پری | گراند پری | گراند پری | گراند پری | امتیاز | قهرمانی سازندگان |
| سال  | شرکت‌کننده                           | موتور                           | تایر | رانندگان | استرالیا  | بحرین     | چین       | آذربایجان | اسپانیا   | موناکو    | کانادا    | فرانسه    | اتریش     | بریتانیا  | آلمان     | مجارستان  | بلژیک     | ایتالیا   | سنگاپور   | روسیه     | ژاپن      | مکزیک     | آمریکا    | برزیل     | ابوظبی    | امتیاز | قهرمانی سازندگان |
| ---- | ----------------------------------- | ------------------------------- | ---- | -------- | --------- | --------- | --------- | --------- | --------- | --------- | --------- | --------- | --------- | --------- | --------- | --------- | --------- | --------- | --------- | --------- | --------- | --------- | --------- | --------- | --------- | ------ | ---------------- |
| ۲۰۱۹ | تیم فرمول یک اسپورت‌پسا ریسینگ پوینت | مرسدس-آام‌گ اف۱ ام۱۰ ئی‌کیو پاور+ | P    | پرز      | ۱۳        | ۱۰        | ۸         | ۶         | ۱۵        | ۱۲        | ۱۲        | ۱۲        | ۱۱        | ۱۷        | ب.        | ۱۱        | ۶         | ۷         | ب.        | ۷         |           |           |           |           |           | ۵۲*    | هفتم*            |
| ۲۰۱۹ | تیم فرمول یک اسپورت‌پسا ریسینگ پوینت | مرسدس-آام‌گ اف۱ ام۱۰ ئی‌کیو پاور+ | P    | استرول   | ۹         | ۱۴        | ۱۲        | ۹         | ب.        | ۱۶        | ۹         | ۱۳        | ۱۴        | ۱۳        | ۴         | ۱۷        | ۱۰        | ۱۲        | ۱۳        | ۱۱        |           |           |           |           |           | ۵۲*    | هفتم*            |

* فصل هنوز در جریان است.